# Joyce Ziske
Joyce Ziske, née le 20 mai 1934 à Milwaukee (États-Unis), est une golfeuse professionnelle américaine.
Elle y est l'une des meilleures golfeuses du circuit dans les années 1950 et 1960 remportant un tournoi majeur - le Western Open en 1960. Elle compte au total cinq victoires professionnelles dont quatre sur le circuit LPGA. 

## Palmarès

### Victoires professionnelles
| N° | Date       | Circuit principal | Tournoi      | Score           | Par | Marge    | Finaliste      |
| -- | ---------- | ----------------- | ------------ | --------------- | --- | -------- | -------------- |
|    | 26/06/1960 | LPGA              | Western Open | 78-75-76-72=301 | + 9 | Play-off | Barbara Romack |